# Temporada 1959-60 de los New York Knicks
La temporada 1959-60 fue la decimocuarta de los New York Knicks en la NBA. La temporada regular acabó con 27 victorias y 48 derrotas, ocupando el último puesto de la división, no logrando clasificarse para los playoffs.

## Elecciones en elDraft
| Ronda | Puesto | Jugador      | Posición  | Nacionalidad   | Universidad    |
| ----- | ------ | ------------ | --------- | -------------- | -------------- |
| 1     | 5      | Johnny Green | Ala-Pívot | Estados Unidos | Michigan State |
| 3     | 20     | Bob Anderegg | Base      | Estados Unidos | Michigan State |
| 4     | 28     | Johnny Cox   | Base      | Estados Unidos | Kentucky       |

## Temporada regular
| División Este           | División Este | División Este | División Este | División Este | División Este | División Este | División Este | División Este |
| Equipo                  | G             | P             | %             | PD            | Casa          | Fuera         | Neutral       | Div           |
| ----------------------- | ------------- | ------------- | ------------- | ------------- | ------------- | ------------- | ------------- | ------------- |
| x-Boston Celtics        | 59            | 16            | .787          | –             | 25–2          | 24–9          | 10–5          | 28–11         |
| x-Philadelphia Warriors | 49            | 26            | .653          | 10            | 22–6          | 12–19         | 15–1          | 22–17         |
| x-Syracuse Nationals    | 45            | 30            | .600          | 14            | 25–4          | 12–19         | 8–7           | 21–18         |
| New York Knicks         | 27            | 48            | .360          | 32            | 13–18         | 9–19          | 5–11          | 7–32          |

## Estadísticas
| Rk | Jugador        | Edad | P  | PT | MP   | TC  | TCI  | %TC  | 3P | 3PI | %3P | TL  | TLI | %TL   | RO | RD | RT   | AS  | RB | TAP | BP | FP  | PTS  |
| 1  | Richie Guerin  | 27   | 74 |    | 32.8 | 7.8 | 18.6 | .420 |    |     |     | 6.2 | 8.0 | .773  |    |    | 6.8  | 6.3 |    |     |    | 3.3 | 21.8 |
| 2  | Willie Naulls  | 25   | 65 |    | 34.6 | 8.5 | 19.8 | .428 |    |     |     | 4.4 | 5.3 | .836  |    |    | 14.2 | 2.1 |    |     |    | 3.3 | 21.4 |
| 3  | Kenny Sears    | 26   | 64 |    | 32.8 | 6.4 | 13.5 | .477 |    |     |     | 5.7 | 6.5 | .868  |    |    | 13.7 | 2.0 |    |     |    | 3.0 | 18.5 |
| 4  | Carl Braun     | 32   | 54 |    | 28.0 | 5.3 | 12.2 | .432 |    |     |     | 2.4 | 2.9 | .838  |    |    | 3.1  | 5.0 |    |     |    | 2.4 | 12.9 |
| 5  | Dick Garmaker  | 27   | 26 |    | 28.7 | 4.8 | 11.2 | .431 |    |     |     | 3.3 | 3.8 | .860  |    |    | 4.8  | 2.8 |    |     |    | 2.3 | 12.9 |
| 6  | Charlie Tyra   | 24   | 74 |    | 27.5 | 5.5 | 12.9 | .426 |    |     |     | 1.8 | 2.6 | .704  |    |    | 8.1  | 1.1 |    |     |    | 3.5 | 12.8 |
| 7  | Cal Ramsey     | 22   | 7  |    | 22.9 | 4.6 | 11.0 | .416 |    |     |     | 2.3 | 4.1 | .552  |    |    | 6.7  | 1.3 |    |     |    | 3.0 | 11.4 |
| 8  | Jack George    | 31   | 69 |    | 23.2 | 3.6 | 9.4  | .385 |    |     |     | 2.2 | 2.9 | .767  |    |    | 2.9  | 3.5 |    |     |    | 2.1 | 9.5  |
| 9  | Jim Palmer     | 26   | 54 |    | 20.0 | 3.2 | 7.8  | .418 |    |     |     | 1.5 | 2.2 | .672  |    |    | 5.1  | 1.0 |    |     |    | 2.9 | 8.0  |
| 10 | Mike Farmer    | 23   | 67 |    | 22.9 | 3.2 | 8.5  | .373 |    |     |     | 1.0 | 1.2 | .843  |    |    | 5.7  | 0.9 |    |     |    | 1.9 | 7.4  |
| 11 | Johnny Green   | 26   | 69 |    | 17.9 | 3.0 | 6.8  | .447 |    |     |     | 0.9 | 2.2 | .406  |    |    | 7.8  | 0.8 |    |     |    | 2.8 | 7.0  |
| 12 | Ron Sobie      | 25   | 15 |    | 14.7 | 2.4 | 6.9  | .346 |    |     |     | 2.1 | 2.4 | .861  |    |    | 3.1  | 1.3 |    |     |    | 1.9 | 6.9  |
| 13 | Whitey Bell    | 27   | 31 |    | 14.5 | 2.3 | 6.0  | .378 |    |     |     | 0.9 | 1.4 | .651  |    |    | 2.8  | 1.8 |    |     |    | 1.9 | 5.4  |
| 14 | Ray Felix      | 29   | 16 |    | 11.6 | 1.9 | 5.9  | .330 |    |     |     | 1.2 | 2.1 | .576  |    |    | 5.1  | 0.1 |    |     |    | 2.8 | 5.1  |
| 15 | Bob Anderegg   | 22   | 33 |    | 11.3 | 1.7 | 4.3  | .385 |    |     |     | 0.7 | 1.3 | .548  |    |    | 2.1  | 0.9 |    |     |    | 1.0 | 4.0  |
| 16 | Brendan McCann | 24   | 4  |    | 7.3  | 0.3 | 2.5  | .100 |    |     |     | 0.8 | 0.8 | 1.000 |    |    | 1.0  | 2.5 |    |     |    | 0.5 | 1.3  |

## Galardones y récords
| Jugador       | Galardón                    |
| Richie Guerin | 2º Mejor quinteto de la NBA |